# Ypthimomorpha microocellata
Ypthimomorpha microocellata är en fjärilsart som beskrevs av Embrik Strand 1909. Ypthimomorpha microocellata ingår i släktet Ypthimomorpha och familjen praktfjärilar. Inga underarter finns listade i Catalogue of Life.